# Minibiotus
Minibiotus är ett släkte av trögkrypare. Minibiotus ingår i familjen Macrobiotidae.
Släktet Minibiotus indelas i:
- Minibiotus aculeatus
- Minibiotus africanus
- Minibiotus aquatilis
- Minibiotus asteris
- Minibiotus bisoctus
- Minibiotus continuus
- Minibiotus costellatus
- Minibiotus decrescens
- Minibiotus diphasconides
- Minibiotus eichhorni
- Minibiotus ethelae
- Minibiotus fallax
- Minibiotus floriparus
- Minibiotus furcatus
- Minibiotus gumersindoi
- Minibiotus hispidus
- Minibiotus hufelandioides
- Minibiotus intermedius
- Minibiotus julietae
- Minibiotus keppelensis
- Minibiotus lazzaroi
- Minibiotus maculartus
- Minibiotus marcusi
- Minibiotus milleri
- Minibiotus pilatus
- Minibiotus poricinctus
- Minibiotus pseudofurcatus
- Minibiotus pustulatus
- Minibiotus ramazzottii
- Minibiotus scopulus
- Minibiotus sidereus
- Minibiotus striatus
- Minibiotus stuckenbergi
- Minibiotus subintermedius
- Minibiotus subjulietae
- Minibiotus taiti
- Minibiotus weglarskae
- Minibiotus weinerorum
- Minibiotus vinciguerrae